# Scolypopa scutata
Scolypopa scutata är en insektsart som beskrevs av Stsl 1859. Scolypopa scutata ingår i släktet Scolypopa och familjen Ricaniidae. Inga underarter finns listade i Catalogue of Life.